# 성거도서관
성거도서관은 충청남도 천안시 서북구 성거읍 소재의 도서관이다.

## 연혁
- 1998년 5월 20일 개관.

## 시설현황
| 층 | 시설                                     |
| -- | ---------------------------------------- |
| 3  | 자료실                                   |
| 2  | 휴게실, 열람실, 노트북실, 영사실, 사무실 |
| 1  | 아동열람실 , 북카페, 다목적실(강당)      |
| B1 | 보존서고, 창고, 기계실                   |

### 주차 시설
- 지상 (17대)

## 이용 안내
이용 시간
- 일반열람실: 매일 08:00 ∼ 22:00
- 자료실/참고실: 매일 09:00 ∼ 18:00
- 아동실: 매일 09:00 ∼ 18:00